# Transiturus de hoc mundo

Brasão do Papa Urbano IV

Transiturus de hoc mundo  é o título da bula papal emitida em 11 de agosto de 1264 pelo Papa Urbano IV, em que a festa de Corpus Christi ( festum corporis ) foi declarada em todo o Rito Latino.  Esta foi a primeira festa universal sancionada pelo Papa na história do rito latino. 
Tomás de Aquino contribuiu substancialmente para a bula, principalmente em partes relacionadas ao texto litúrgico da nova festa. Tomás de Aquino compôs a sequência Tantum ergo sacramentum para esse fim. Os sucessores do Urbano IV não sustentaram o decreto, e a festa foi suspensa até 1311, quando foi reintroduzido por Clemente V no Concílio de Vienne. 